# Polonesos de l'Uruguai
Els polonesos de l'Uruguai (polonès: Polacy w Urugwaju) són una minoria nacional de l'Uruguai que supera les 15.000 persones. Constitueix un grup ètnic minoritari d'aquest país d'Amèrica del Sud, essent un dels majors grups d'Europa de l'Est en territori uruguaià. Els polonesos residents a l'Uruguai són majoritàriament, tot i que no exclusivament, jueus.

## Història
Els polonesos van arribar per primera vegada a l'Uruguai el segle xix, després de l'aixecament. Entre ells, destaquen el metge Julián Jurkowski, Jan Lukasiewicz - arquitecte, Erasmus-Bogoria Skotnicki - un professor de geografia i el cap d'inspectors de les escoles públiques de l'Uruguai, i Wacław Radecki - professora de Psicologia a la Universitat de Montevideo (fundat l'Institut de Psicologia).
En el període d'entreguerres van arribar al país més de 8.000 polonesos. Van ser principalment obrers. Les primeres organitzacions polonès-americanes es van fundar el 1927. Actualment viuen a l'Uruguai, segons diverses estimacions, al voltant del 10-15 mil polonesos.
El 1993, la Unió de Polonesos de l'Argentina i la Unió de Polonesos de l'Uruguai, sota la presidència de Luis Alberto Lacalle, van inaugurar el I Congrés Polonès d'Amèrica Llatina.
Finalment, el 2004 va tenir lloc a Punta del Este, Uruguai, el I Congrés Polonès de les Amèriques, amb presència de l'USOPAL.

## Contribucions a la societat uruguaiana
L'herència polonesa a l'Uruguai és significativa. Hi ha un monument en honor del Papa Joan Pau II, obra de Gustaw Zemla i donat a l'Església Catòlica de l'Uruguai. També destaca a Punta del Este, departament de Maldonado, un monument a Frédéric Chopin.